# Sydney Football Stadium (2022)
Das Sydney Football Stadium (kurz: SFS, durch Sponsoringvertrag offiziell Allianz Stadium) ist ein Rugby- und Fußballstadion im Vorort Moore Park der australischen Großstadt Sydney, New South Wales (NSW). Es wurde auf dem Grund des 1988 eröffneten und 2019 abgerissenen Sydney Football Stadium unter gleichem Namen errichtet. Als Hauptmieter tragen seit 2022 die Sydney Roosters aus der National Rugby League (NRL), der Sydney FC (A-League, Fußball) und die New South Wales Waratahs (Super Rugby) ihre Heimspiele im SFS aus.

## Geschichte
Auf dem Gelände wurde 1899 der Sydney Sports Ground mit damals 33.000 Plätzen errichtet. 1981 war die Sportstätte u. a. eines von sieben Stadien der Junioren-Fußballweltmeisterschaft. Der Sydney Sports Ground wurde 1986 für das zwei Jahre später eingeweihte Sydney Football Stadium abgerissen. Auf dem Platz des Sports Ground entstand ein Parkplatz für die neue Anlage. Nach rund 30 Jahren entschied sich der Bundesstaat New South Wales das veraltete Stadion, an der nördlichen Grenze zu Paddington, abzureißen und einen Neubau mit bis zu 45.000 Plätzen zu errichten. Das Dach sollte, gegenüber dem Vorgänger, alle Zuschauerplätze abdecken, die Sicht auf das Spielfeld verbessert werden, ausreichend Toiletten für Frauen zur Verfügung stehen und auch der Zugang für Besucher im Rollstuhl erleichtert werden. Die Kosten wurden auf 729 Mio. AUD (rund 455 Mio. €) kalkuliert. Als letzte Veranstaltung vor der Schließung des Sydney Football Stadium gab der kanadische Jazz-Sänger Michael Bublé am 5. Oktober 2018 ein Konzert in einer Abschiedsshow für das Stadion.
Der Entwurf von Cox Architects wurde aus den letzten vier Bewerbern ausgewählt und Mitte Oktober 2018 vorgestellt. Im Februar 2019 wurden die Abrissarbeiten an der Stadionstruktur wie dem Dach, den Dehnungsfugen und den Zugangstreppen durch den NSW Land and Environment Court (deutsch Land- und Umweltgericht von New South Wales) bis zum 8. März des Jahres gestoppt. Währenddessen durfte z. B. der Abbau der Sitze fortgesetzt werden. Am 8. März lehnte ein Richter die Verlängerung der gerichtlichen Anordnung zur Verhinderung größerer Arbeiten am Sydney Football Stadium ab und der Abriss konnten wieder aufgenommen werden. Es standen am 23. März 2019 Wahlen im Bundesstaat NSW an. Der Oppositionsführer Michael Daley forderte den Abriss bis nach den Wahlen zu verschieben. Wenn sie die Wahlen gewonnen hätten, hätte man statt eines Neubaus eine Modernisierung des SFS durchführen lassen.
Im Dezember 2019 wurde eine Steigerung der Kosten von 99 Mio. AUD auf 828 Mio. AUD (rund 503 Mio. €) öffentlich. Zusätzlich wurde die in Melbourne ansässige John Holland Group, eine Tochtergesellschaft der China Communications Construction Company (CCCC), als ausführendes Bauunternehmen mit der Errichtung beauftragt. In den neuen Plänen wurde die LED-Anzeige am Dachrand sowie der LED-Vorhang für die oberen Ränge gestrichen, nachdem externe Gutachter die Pläne durchgesehen hatten. Der Vorhang war ein Wunsch der Vereine, um leere Plätze während der Spiele zu verhüllen. Die Partien der drei Clubs hatten zu diesem Zeitpunkt einen Besucherschnitt von etwa 13.500 bis 15.000 Zuschauern. Die Streichung sparte 46 Mio. AUD ein.
Im April 2020 begannen die Arbeiten am neuen Sydney Football Stadium, welche 2022 abgeschlossen sein sollten. Im Oktober 2022 sollte das NRL Grand Final, das Endspiel der National Rugby League, im Neubau ausgetragen werden, fand jedoch im Accor Stadium statt.
Ende Juni 2020 erhielt die gemeinsame Bewerbung von Australien und Neuseeland den Zuschlag für die Fußball-Weltmeisterschaft der Frauen 2023. Das Sydney Football Stadium war eine der zehn Spielstätten der Titelkämpfe.
Im August 2020 unterschrieben die Sydney Roosters einen Vertrag über 25 Jahre Stadionnutzung für die NRL-Heim- und Endspiele bis mindestens 2047. Seit ihrer Gründung 1908 sind die Roosters in Moore Park ansässig. Mitte Juli 2021 wurde das Design der Bestuhlung vorgestellt. Es wurde vom indigenen Künstler Tony Albert entworfen. Der Entwurf symbolisiert Land und Wasser. Auf den Hintertortribünen wird das Land durch Rauten symbolisiert. Das Wasser wird durch konzentrische Kreise dargestellt.
Im Oktober 2021 genehmigte der Bundesstaat New South Wales den Bau des Sydney Roosters Centre of Excellence. Es werde u. a. moderne Trainingseinrichtungen, Büroräume und medizinische Räume mitten in Moore Park bieten. Das Centre of Excellence soll 10,6 Mio. AUD kosten, wovon der Bundesstaat 5,7 Mio. AUD beiträgt. Ursprünglich sollte das Stadion Anfang 2022 fertig werden. Offiziell eröffnet wurde es am 28. August 2022 von Dominic Perrottet, dem Premierminister von New South Wales.
Die erste, große Sportveranstaltung im 874 Mio. AUD teuren Stadionbau folgte am 2. September 2022 mit der NRL-Rugbypartie der Sydney Roosters gegen die South Sydney Rabbitohs (26:16) vor 41.906 Zuschauern. Zuvor fand das Frauenspiel der NRLW zwischen den Sydney Roosters Women und den St. George Illawarra Dragons Women (34:6) statt. Nach den beiden Rugby-League-Spielen wurde am Tag darauf ein Länderspiel der australischen Rugby-Union-Nationalmannschaft gegen Weltmeister Südafrika (8:24) ausgetragen. Im letzten der Eröffnungsspiele unterlag am 7. September die australische Fußballnationalmannschaft der Frauen vor 26.997 Besuchern gegen die Olympiasiegerinnen von 2020 aus Kanada (1:2). Nach dem ersten Spiel gab es Beschwerden über die Sitze im Stadion. Sie waren nicht stabil und neigten sich unter Belastung. Ein Sprecher von Venues NSW, gab an, dass nur eine kleine Zahl von Sitzen nicht richtig befestigt waren. Den betroffenen Besuchern wurden Rückerstattungen oder Eintrittskarten für zukünftige Veranstaltungen angeboten.
Das Allianz Stadium steht als eine der Spielstätten auf einer Shortlist für die Rugby-Union-Weltmeisterschaft 2027 sowie die Fußballturniere der Olympischen Sommerspiele 2032 in Brisbane.